# NGC 5885
NGC 5885 (również PGC 54429) – galaktyka spiralna z poprzeczką (SBc), znajdująca się w gwiazdozbiorze Wagi. Odkrył ją William Herschel 9 maja 1784 roku.